# Aeropuerto de Tartu
El aeropuerto de Tartu (en estonio: Tartu lennujaam) (código IATA: TAY - código ICAO: EETU), es un aeropuerto situado a 8 kilómetros al sur del centro de la ciudad de Tartu, en Estonia. También es llamado Aeropuerto de Ülenurme, debido a que se encuentra situado en las cercanías de Ülenurme. Comenzó a funcionar en 1946.

Mapa que muestra la ubicación de los Aeropuertos de Estonia.